# Trochilus (rodzaj)
Trochilus – rodzaj ptaków z podrodziny paziaków (Lesbiinae) w rodzinie kolibrowatych (Trochilidae).

## Zasięg występowania
Rodzaj obejmuje gatunki występujące endemicznie na Jamajce.

## Morfologia
Długość ciała samców 22–35 cm (włącznie z dziobem o dł. 2,2–2,3 cm i ogonem o dł. 13–24 cm), samic 10,5 cm; masa ciała samców 5,2–5,3 g, samic 4,3–4,4 g.

## Systematyka

### Etymologia
- Trochilus: łac. trochilus albo „mały, leśny ptak”, albo „ptak nadrzeczny”, od gr. τροχιλος trokhilos „mały ptak” wspomniany przez Arystotelesa, zidentyfikowany przez późniejszych autorów jako strzyżyk. Nazwa została następnie wykorzystana przez Arystotelesa, Herodota, Atenajosa, Arystofanesa i Dionizjosa dla „krokodylowego ptaka” (tak nazywanego, ponieważ żywił się pijawkami z otwartych szczęk wygrzewających się krokodyli), zidentyfikowany przez późniejszych autorów jako pijawnik, czajka szponiasta lub brodziec piskliwy. Zastosowanie tej nazwy do jamajskiego kolibra czarnogłowego może nawiązywać tylko do dawnej identyfikacji (Karol Linneusz zaliczył tego ptaka do dzięciołów) i niewielkich jego rozmiarów[6].
- Aithurus (Aiturus): gr. αειθουρος aeithouros „zawsze wojowniczy”, od αει aei „zawsze”; θουρος thouros „porywczy”, od θρωσκω thrōskō „napadać, atakować”[7]. Gatunek typowy: Trochilus polytmus Linnaeus, 1758.

### Podział systematyczny
Do rodzaju należą następujące gatunki:
- Trochilus polytmus Linnaeus, 1758 – koliber czarnogłowy
- Trochilus scitulus (Brewster & Bangs, 1901) – koliber czarnodzioby